# Амедео Клева
Амедео Клева е италиански футболист и баскетболист, най-известен с изявите си за тима на Левски. Има 2 мача за националния отбор по футбол на България.

## Биография
Роден е в Плевен, където баща му работи като ЖП строител. Първият тим, в който играе, е Победа (София). През 1942 г. преминава в Левски, като е смятан за един от най-добрите леви бекове по това време. С екипа на „сините“ печели 4 титли на България, както и Купата на страната с Левски през 1949 и 1950 г. Играе общо 12 сезона за Левски, в които изиграва 142 срещи в първенството и 19 мача за Националната купа. Освен това е двукратен шампион на България по баскетбол в състава на Левски.
След изявите си в националния отбор е забелязан от Милан, но до трансфер не се стига. Приключва кариерата си в тима на Септември.
През 70-те години е част от италианското разузнаване СИД. Впоследствие е осъден за икономически шпионаж и лежи 1530 дни в затвора. Освободен е предсрочно през 1979 г.
Умира в старчески дом в Италия през 1996 г.